# Jurassic Park (colonna sonora)
Jurassic Park è la colonna sonora dell'omonimo film diretto da Steven Spielberg arrivata in decima posizione in Austria.

La musica è firmata da John Williams, all'ennesima collaborazione con Spielberg, che in quell'anno compose per lui anche la colonna sonora di Schindler's List - La lista di Schindler.

## Tracce
1. Opening Titles – 0:33
2. Theme from Jurassic Park – 3:28
3. Incident at Isla Nublar – 5:20
4. Journey to the Island – 8:53
5. The Raptor Attack – 2:49
6. Hatching Baby Raptor – 3:20
7. Welcome to Jurassic Park – 7:55
8. My Friend, the Brachiosaurus – 4:16
9. Dennis Steals the Embryo – 4:56
10. A Tree for My Bed – 2:12
11. High Wire Stunts – 4:09
12. Remembering Petticoat Lane – 2:48
13. Jurassic Park Gate – 2:04
14. Eye to Eye – 6:32
15. T-Rex Rescue & Finale – 7:39
16. End Credits – 3:26

## Premi e riconoscimenti
- BMI Film Music Awards per la miglior musica;
- Nomination ai Saturn Award come miglior musica;
- Nomination ai Grammy Award per la miglior composizione strumentale per musica per film.